# Buzekara
Buzekara är ett samhälle i Bosnien och Hercegovina.   Det ligger i distriktet Brčko, i den nordöstra delen av landet, 110 km norr om huvudstaden Sarajevo. Buzekara ligger 143 meter över havet och antalet invånare är 430.
Terrängen runt Buzekara är huvudsakligen platt, men söderut är den kuperad.Närmaste större samhälle är Brčko, 10,5 km norr om Buzekara. 
Trakten runt Buzekara består till största delen av jordbruksmark. Runt Buzekara är det ganska tätbefolkat, med 67 invånare per kvadratkilometer.